# Poemenesperus ligatus
Poemenesperus ligatus es una especie de escarabajo longicornio del género Poemenesperus, tribu Tragocephalini, subfamilia Lamiinae. Fue descrita científicamente por Jordan en 1894.
Se distribuye por Camerún, Gabón, República Democrática del Congo, Guinea Ecuatorial, Congo, Togo y República Centroafricana. Mide aproximadamente 16-18 milímetros de longitud. El período de vuelo ocurre en los meses de enero, mayo y octubre.